# Сцимнус чёрный
Сцимнус чёрный (лат. Scymnus nigrinus) — это вид божьих коровок из подсемейства Scymninae. Распространен в России (Магаданская обл., Хабаровский край, Амурская обл., Приморский край, Сахалин, Сибирь, европейская часть), Белоруссии, Украине, Молдавии, Западной Европе.

## Описание
Жук длиной 2—2,8 мм. Всё тело, включая ноги, чёрное. Узор: нет. Количество пятен: 0. Переднеспинка: чёрная. Цвет головы: чёрный. Цвет ног: чёрный с бледно-темно-коричневыми лапками. Другие особенности: волосатая.

## Биология
Среда обитания: хвойный лес и деревья. Растения-хозяева: хвойные хвойные. Питание: тли и адельгиды. Места перезимовки: расщелины коры и защищенные участки на хвойных деревьях.